# Formiate de lithium
Le formiate de lithium est le sel de lithium de l'acide formique.